# Dlhá nad Kysucou
Dlhá nad Kysucou ist eine Gemeinde in der Nord-Mitte der Slowakei mit 619 Einwohnern (Stand 31. Dezember 2024), die zum Okres Čadca, einem Teil des Žilinský kraj gehört.

## Geographie
Die Gemeinde befindet sich im Javorník-Gebirge an mehreren Bächen, die zum Flusssystem Kysuca gehören. Das 12,26 km² große Gemeindegebiet ist von braunen Waldböden und zerstreuten Wäldern bedeckt. Das Ortszentrum liegt auf einer Höhe von 520 m n.m. und ist drei Kilometer von Turzovka sowie 17 Kilometer von Čadca entfernt.

## Geschichte
Die Gemeinde entstand im Jahr 1954, vorher waren die zugehörigen Einzelsiedlungen Teil der Gemeinden Turzovka (1949–1954) sowie Dlhé Pole (bis 1949). Teile lagen zudem in den Gemeindegebieten von Divina und Nesluša.

## Bevölkerung
| Jahr                | 1994 | 2004    | 2014     | 2024    |
| ------------------- | ---- | ------- | -------- | ------- |
| Anzahl der Personen | 480  | 503     | 633      | 619     |
| Unterschied         |      | +4,79 % | +25,84 % | −2,21 % |

| Jahr                | 2023 | 2024    |
| ------------------- | ---- | ------- |
| Anzahl der Personen | 620  | 619     |
| Unterschied         |      | −0,16 % |

Nach der Volkszählung 2011 wohnten in Dlhá nad Kysucou 633 Einwohner, davon 588 Slowaken, 5 Ukrainer, 2 Polen und 1 Tscheche. 37 Einwohner machten keine Angabe. 566 Einwohner bekannten sich zur römisch-katholischen Kirche, 8 Einwohner zur orthodoxen Kirche, 2 Einwohner zur griechisch-katholischen Kirche und 1 Einwohner zur tschechoslowakisch-hussitischen Kirche. 6 Einwohner waren konfessionslos und bei 50 Einwohnern ist die Konfession nicht ermittelt.
Ergebnisse nach der Volkszählung 2001 (517 Einwohner):
| Nach Ethnie: - 93,81 % Slowaken - 3,48 % Ukrainer - 1,16 % Tschechen - 0,39 % Magyaren | Nach Konfession: - 95,94 % römisch-katholisch - 1,55 % orthodox - 1,16 % keine Angabe - 0,97 % konfessionslos - 0,19 % griechisch-katholisch |